# Shoantenh
Shoantenh (en francès Uchentein) és un antic municipi francès, situat a la regió d'Occitània, departament de l'Arieja. El 2017 es va fusionar amb eras Bòrdas de Les per a formar el nou municipi d'Eras Bòrdas e Shoantenh.